# Azet
Azet – miejscowość i gmina we Francji, w regionie Midi-Pyrénées, w departamencie Pireneje Wysokie.
Według danych na rok 1990 gminę zamieszkiwało 135 osób, a gęstość zaludnienia wynosiła 5 osób/km². Wśród 3020 gmin regionu Midi-Pyrénées Azet plasuje się na 928. miejscu pod względem liczby ludności, natomiast pod względem powierzchni na miejscu 360.